# 海科·毕尔曼

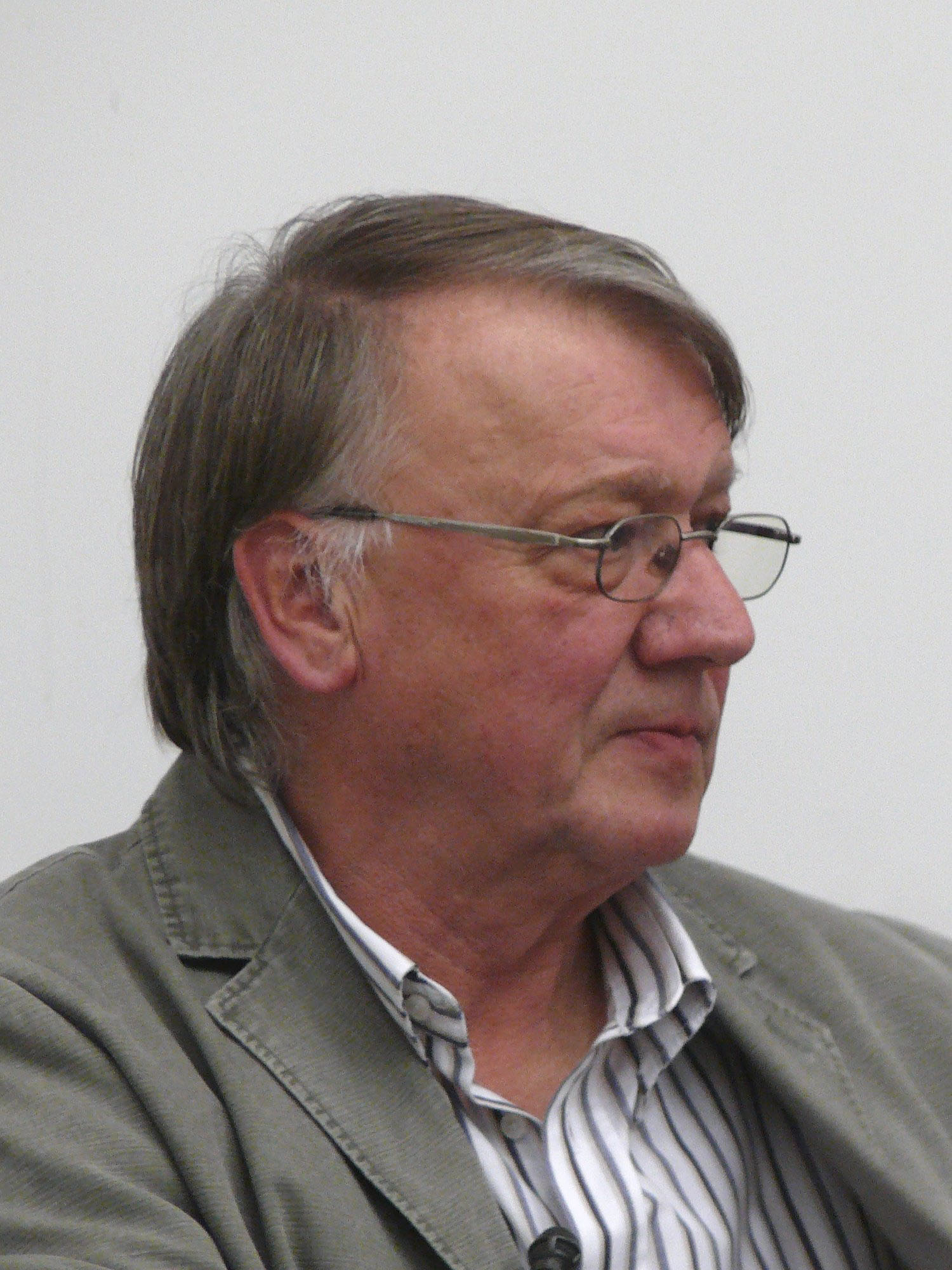
2010年的毕尔曼

海科·毕尔曼（德語：Heiko Bellmann，1950年3月17日—2014年3月7日），是一名德国生物学家、作家、动物学家，他出版了超过50部作品。
2014年3月7日，去世，享年63岁。

## 其他链接
- 官方网站 （德文）